# Loch Etive

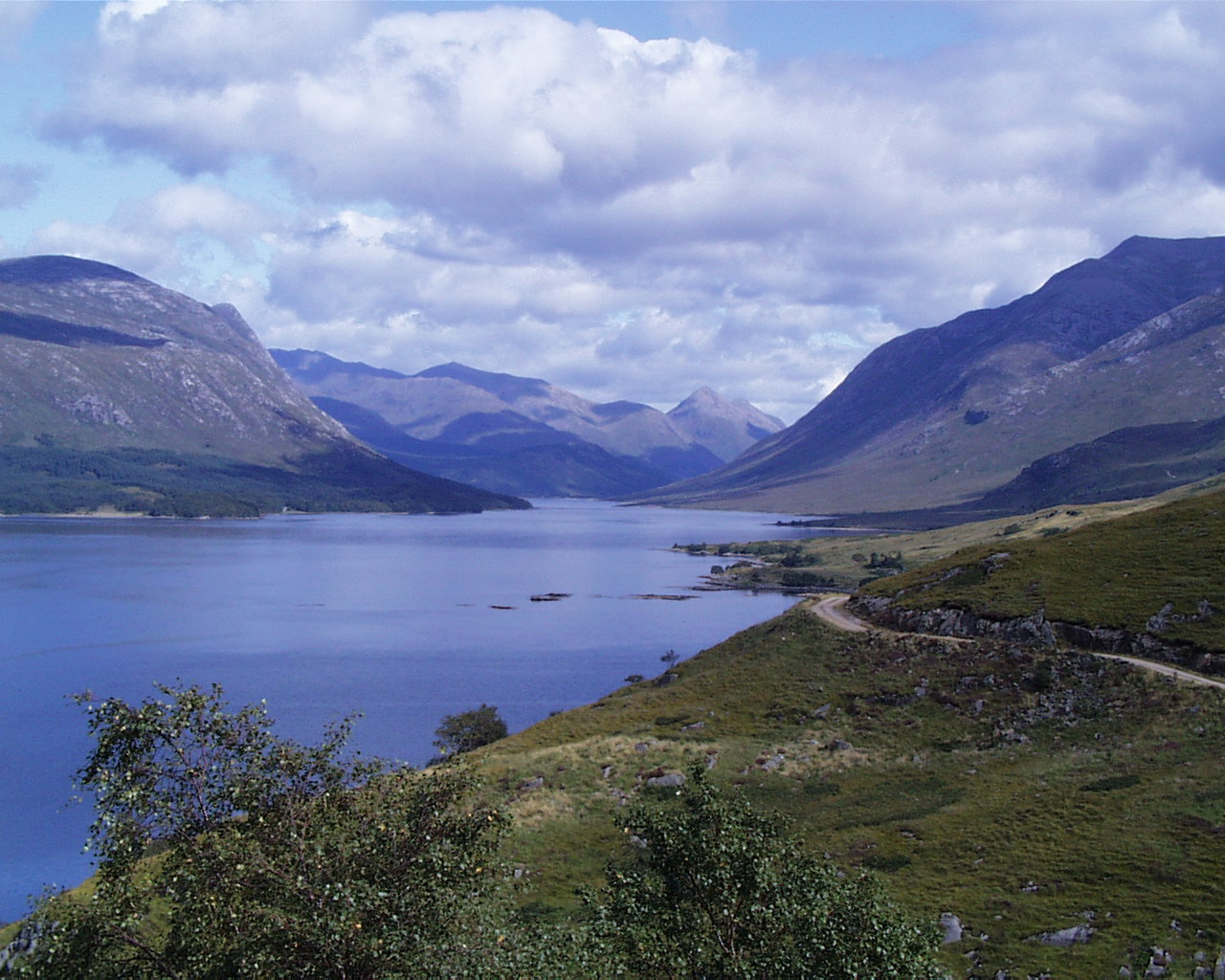
Le loch Etive depuis Sron nam Feannag.

Le loch Etive (loch Eite en gaélique écossais) est un loch de mer du district d'Argyll and Bute, sur la côte ouest de l'Écosse.

## Géographie
Le loch mesure 31,6 km de long pour une largeur variant entre 1,2 et 1,6 kilomètre. Bien que ses eaux soient salines, il se situe plus haut que le niveau de la mer ; ceci, combiné à son embouchure étroite, crée un mascaret appelé Falls of Lora lors des grandes marées.
La route A85 et la voie de chemin de fer d'Oban longent le loch Etive sur la moitié est de ses rives ; la partie nord-est est, en effet, enserrée dans un terrain montagneux. Une route secondaire relie par là le loch Etive au glen Coe.
Une partie de la rive nord est une Zone spéciale de conservation, en raison de la présence d'anciens chênes rouvres. Une colonie d'environ vingt phoques a élu domicile dans le loch.

## Histoire

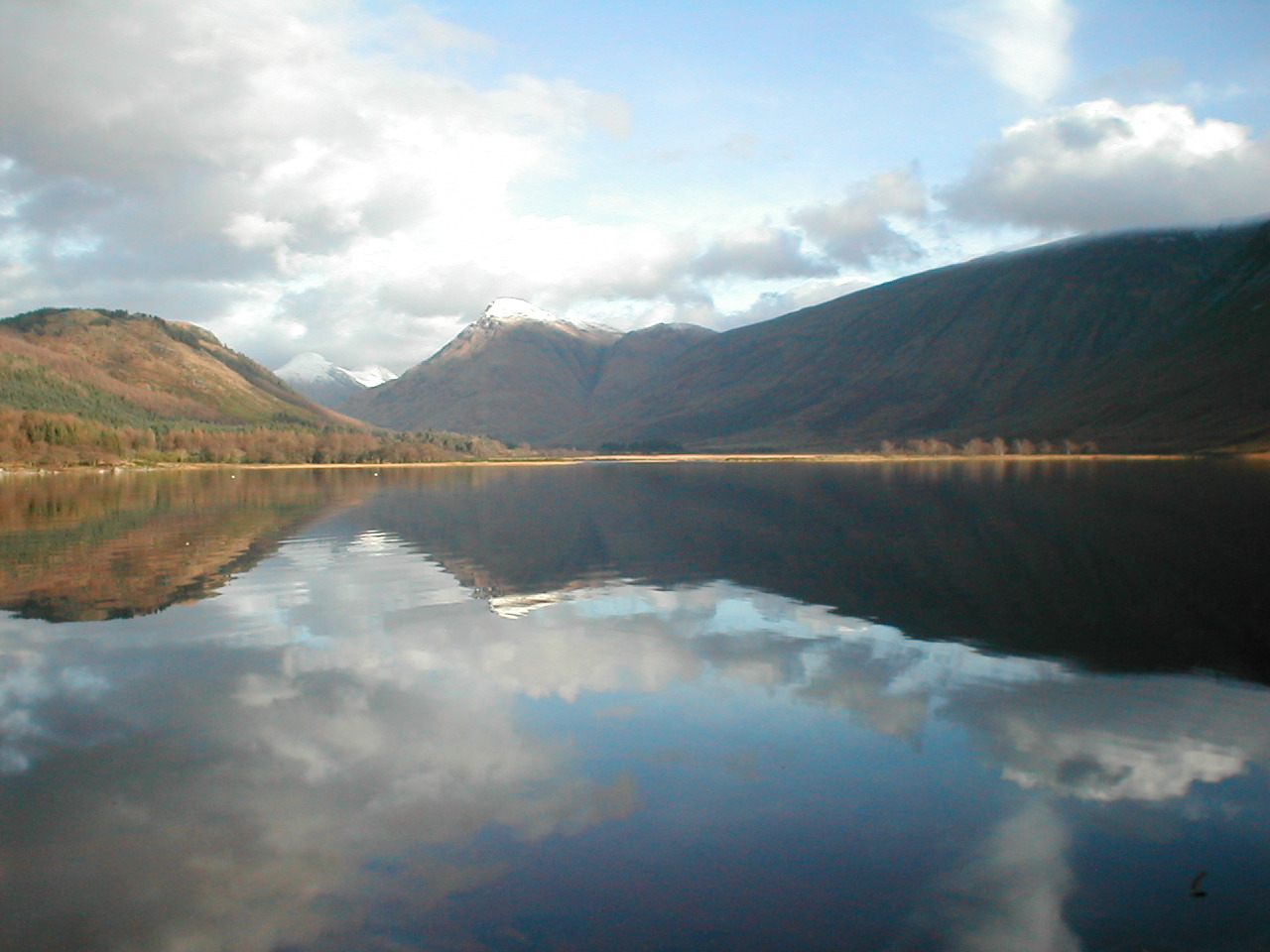
Le loch et les montagnes environnantes.

### Origine du nom
On pense que le nom gaélique du loch, Eite, signifie « la petite laide ». L'ancienne déesse gaélique du même nom est d'ailleurs associée au loch.

### Le Dalriada
Le royaume de Dalriada, qui s'étendait sur une partie de l'Écosse et de l'Irlande au Moyen Âge, possédait un certain nombre de châteaux dans la région. Ainsi, près de l'embouchure du loch Etive, se trouve le château de Dunstaffnage, forteresse du Dalriada jusqu'au IXe siècle. Celui-ci fut peut-être un temps le cœur du royaume, et les historiens pensent que la Pierre du Destin y a séjourné un temps avant d'être transférée au palais de Scone.
Les ruines actuelles du site de Dunstaffnage remontent à 1275.

### Sur les traces de Robert the Bruce
Des moines cisterciens de l'ordre de Vallis Caulium ont fondé au XIIIe siècle le Prieuré de St. Modan sur la rive nord du loch ; les ruines, bien conservées, se dressent sur la paroisse d'Ardchattan. C'est dans ce prieuré que Robert Bruce aurait tenu la dernière session de parlement en langue gaélique.

### L'ère industrielle
Avec l'essor du tourisme, la ville proche d'Oban est devenue une station balnéaire importante au XIXe siècle. Des croisières remontant le loch, suivies d'un voyage en calèche vers Oban, se sont alors développées à partir de 1881.
Le développement du chemin de fer s'est traduit par la construction de nombreux ouvrages d'art à travers les montagnes des Highlands, entre autres le viaduc de Glenfinnan. En 1903, un pont suspendu, Connel Bridge, a été construit spécialement pour la ligne Connel-Ballachulish. Toutefois, le train a été remplacé par un autorail de 1909 à 1914, lorsque le pont a été remanié afin de permettre le passage de véhicules automobiles et de piétons en plus du trafic ferroviaire - sur la même ligne. Depuis la fermeture de la ligne de chemin de fer en 1966, le pont est entièrement réservé à la circulation routière.